# STIXフォント事業
STIXフォント事業（STIXフォントじぎょう　英:STIX Fonts project）とは、数学的シンボルとアルファベットの包括的なフォントセットを、ロイヤリティフリーのライセンス下で提供する事業のこと。科学系技術系部門の電子書籍や出版物のために役立てることを意図して、いくつかの有力な科学技術系出版社が同事業の支援を行っている。STIXは「Scientific and Technical Information Exchange（科学系および技術系の情報交換）」の略語。
STIXフォントは、完全にフォント最適化されたOpenType / CFFフォントとして利用可能である。現時点で利用可能なSTIXフォントのTrueType版はないが、STIXミッションの声明には将来作成する意図が盛り込まれている。ただし、STIXフォント（ベータ版公開から）のTrueTypeへの非公式な変換が存在しており、OpenTypeサポートなしのソフトウェアでの使用には適している。
STIXはまた、ラテン語、ギリシャ語、キリル文字の字体も含んでいる 。STIXのファミリー（書体群）は、本の出版においてよく使われるタイムズ・ニュー・ローマンの書体群と広い互換性があるよう設計されている。

## 構成
STIX字体のうち32.9％は、同事業の会員によって寄贈されている。商用TeX販売店でTeXフォント製作所のMicroPress社は、追加の字体を作成する契約を結んでいる。STIX事業ではTeX実装も作成する。また、文字をUnicodeに組み込み、ブラウザで使用できるよう確保している。 
ひとまとめにSTI Pubコンソーシアムとして知られている、STIXフォント事業の会員には、米国物理学協会、アメリカ化学会、アメリカ数学会、
米国電気電子学会（IEEE）、アメリカ物理学会、エルゼビアが含まれる。
このフォントは、参加STI Pub企業の雑誌に掲載するために必要なすべての文字/字体のリストから構築されたものである。 このリストには全ての科学的分野が反映されており、芸術や人文科学からの他分野も多く含んでいる。STIXフォントの字体の大半は、Times互換の様式で設計されている。Times互換の字体に加えて、STIXフォントの一部には、サンセリフ、モノスペース、フラクトゥール、スクリプト、カリグラフィーなどの他のデザイン様式も含まれる。—STIXフォント ウェブサイト

## 開発経緯
2007年10月31日にフォントのベータ版が公開された。このバージョンはカンブリア・マスにて使われているOpenTypeの数学的レイアウト機能が十分に含まれていないため、Microsoft Office 2007だと完全な形では使用できない。ベータ版に含まれているラテン字体のセットは、まだ東ヨーロッパ言語でタイプ入力するのに必要な全ての文字を網羅していない。
2008年6月9日にSTIX事業ウェブサイトで「最終的な設計変更が完了」と宣言された。Office 2007やTeXのOpenTypeレイアウト機能のサポートがまだ無いにもかかわらず、2009年5月末までに「初期製作品リリース」と発表された。2009年9月、同フォントは最終のパッケージング段階に入った。 しかしながら10月に、無いと困る文字体が発見されて、追加延長となった。2010年4月にリリース予定だったフォントは、2010年5月28日にリリースされた。
同事業は予測よりだいぶ長い時間がかかった。ウェブサイトはたまにしか更新されないため、定期的に期限切れとなり、予測工程表がしばしば過ぎ去ってしまう。（例えば、2011年7月20日の公式サイトには「Microsoft Officeで使用するためにパッケージ化されたフォントを含むバージョン1.1は、2010年末にリリース予定です。 サイトは2010年11月1日に最終更新」と書かれ、そのバージョン1.1.0がリリースされたのは2012年2月24日だった。）このバージョンは、最近のMicrosoft Wordで数式の編集を簡単にしている。LaTeXサポートのバージョン1.1.0は2013年5月29日にリリースされた。

## STIX 2.0.0

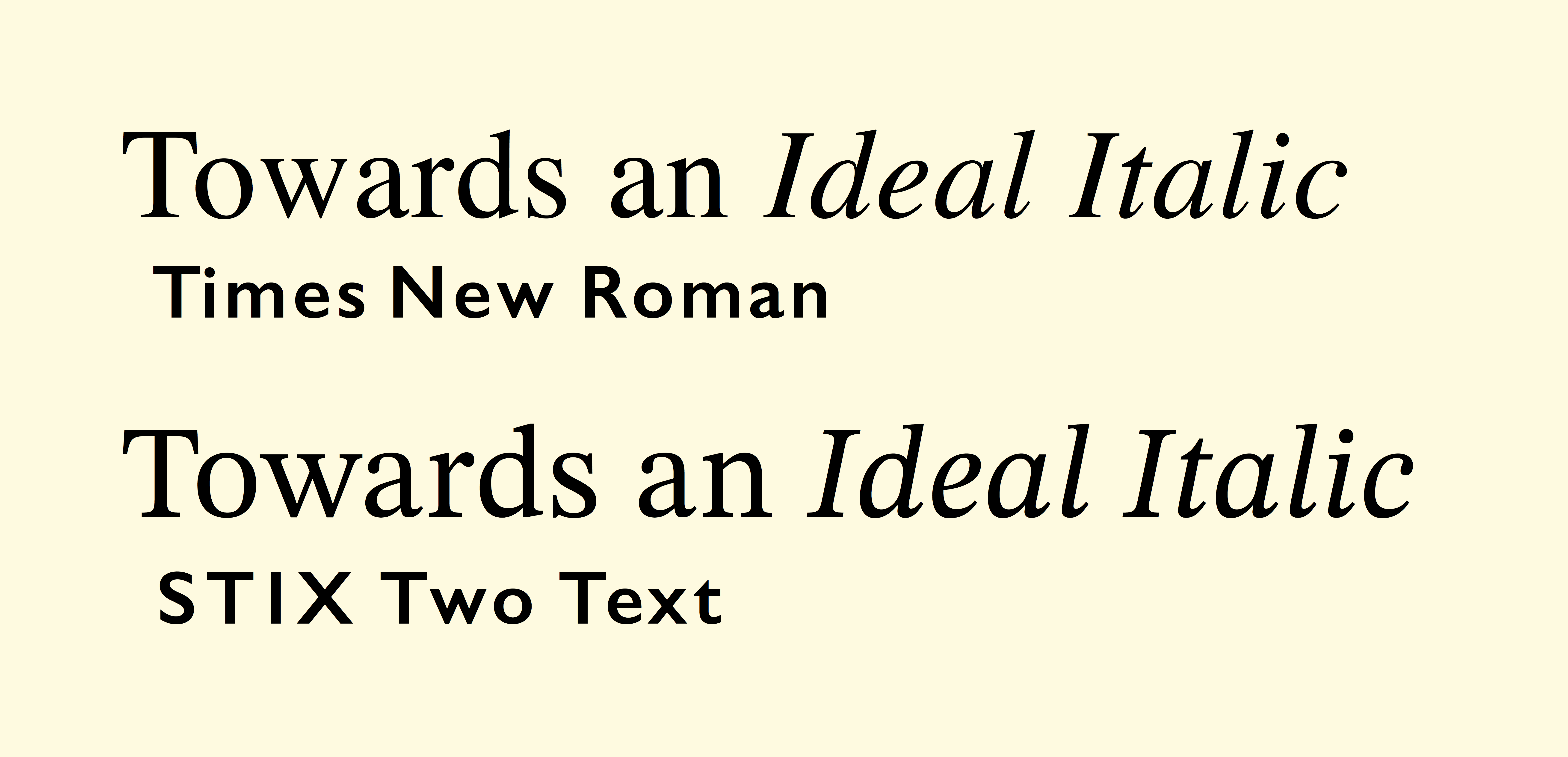
STIX2とタイムズ・ニュー・ローマン（標準デジタル）との比較。 STIX2は小文字が背高で、ディテールが細かい。

2016年12月1日、公式プロジェクトのウェブサイトでSTIX 2.0.0のリリースが発表された。これはTiro Typeworks社のロス・ミルズとジョン・ハドソンによって作成された。以前のバージョンとは違って、タイムズ・ニュー・ローマンにやや触発された独創的なデザインながら、エックスハイト（小文字の高さ）がより背高になっている。
2018年4月、LaTeXで使用するSTIX2フォントのタイプ1がリリースされた。 同時に、STIX事業の基盤となるプラットフォームが GitHub に移された。

## 導入
STIXフォントは、Lion (10.7) 以降のバージョンのOS Xに含まれている。JavaScriptフレームワークのMathJaxは、ウェブページに数学を含めるためにSTIXフォントを使用している。ローカルコンピュータにこのフォントをインストールすると、MathJaxのタイプセット（処理）速度が向上する。
数式エディタのMath Editor（外部リンク参照）は、STIXフォントを主なフォントとして使用する。

## ESSTIX
STIX事業の前身がエルゼビアにより開発されたESSTIX（Elsevier Science STIX）フォントで、これは後に寄贈された。現在、それはAmaya（ウェブブラウザ）の一部としてWorld Wide Web Consortiumから利用可能である。しかしながら、STIXフォントは、エルゼビアで出版されたほとんどの査読雑誌で使用されていない。